# 冒険Type A, B, C!!
- ラブライブ! > ラブライブ!サンシャイン!! > Aqours > 冒険Type A, B, C!!

「冒険Type A, B, C!!」（ぼうけんタイプ エービーシー）は、Aqoursの楽曲。2019年7月26日〜9月29日まで全国で開催されていたリアル脱出ゲーム『リアル脱出ゲーム×ラブライブ！サンシャイン!!『学校祭ライブ中止の危機からの脱出』〜みんなの力で、Aqoursのステージを作り上げろ!〜』の参加者のみに配布された非売品のシングル。

## 概要
シングル『未来の僕らは知ってるよ』に収録されたカップリング曲「君の瞳を巡る冒険」に続くリアル脱出ゲームコラボ曲第2弾。公演のために書き下ろされた新曲であり、脱出ゲームに参加した人全員にCDがプレゼントされる。「君の瞳を巡る冒険」に引き続き冒険がテーマとなっており、タイトル通りTypeA・B・Cの3パターンの冒険が歌われている。7月19日に試聴動画が公式アカウントよりYouTube上で公開され、フルコーラスは会場で初公開される。

## 収録曲
1. 冒険Type A, B, C!!
  - 作詞：畑亜貴　作曲・編曲：倉内達矢
  - リアル脱出ゲーム×ラブライブ！サンシャイン!!『学校祭ライブ中止の危機からの脱出』テーマソング
2. 冒険Type A, B, C!!（Off Vocal）

隠しトラックとしてタイトルが不明の、ボイスドラマが収録されている。